# Eva Strommenger
Eva Strommenger, auch Eva Strommenger-Nagel (* 20. Mai 1927 in Dortmund; † 17. April 2022), war eine deutsche Vorderasiatische Archäologin.

## Leben
Noch vor dem Krieg zog sie mit ihrer Familie nach Berlin. Von 1948 bis 1954 studierte Eva Strommenger Vorderasiatische Altertumskunde, Altorientalische Philologie und Islamkunde, zuerst an der Humboldt-Universität, wechselte dann an die neu gegründete Freien Universität Berlin. Sie gehörte zu den ersten Studenten von Anton Moortgat, der 1948 Ordinarius für Vorderasiatische Altertumskunde wurde. 1954 wurde sie hier mit der Arbeit Grabformen und Bestattungssitten im Zweistromland und in Syrien von der Vorgeschichte bis zur Mitte des ersten Jahrtausends vor Christus promoviert. Der ungedruckten Dissertation folgte 1960 die Schrift Das Menschenbild in der altmesopotamischen Rundplastik von Mesilim bis Hammurapi, die das Ergebnis einer von Moortgat angeregten Untersuchung war. Darin kam sie aufgrund von Stilentwicklungen der plastischen Figuren zu einer Zeiteinteilung innerhalb der frühdynastischen Zeit Mesopotamiens. Sie fand Merkmale zur Abgrenzung zwischen dem Isin- und dem späteren Larsa-Stil.
Mit archäologischen Ausgrabungen begann Strommenger 1959 als Referentin am Deutschen Archäologischen Institut in Bagdad (bis 1961). In Uruk, wo die deutschen Grabungen 1954 unter der Leitung von Heinrich Lenzen wiederaufgenommen worden waren, bearbeitete sie überwiegend die Keramikfunde. In Ras al 'Amiya, einer kleinen südmesopotamischen Siedlung aus der Obed-Zeit in der Nähe von Kiš grub sie zusammen mit dem britischen Archäologen David Stronach.
1967 begannen unter Leitung von Ernst Heinrich und im Auftrag der Deutschen Orient-Gesellschaft die Ausgrabungen in Habuba Kabira, einer kupfersteinzeitlichen, von einer Mauer umgebenen Stadt am syrischen Euphrat. Die Blütezeit des Ortes war 3500 bis 3300 v. Chr. 1969 übernahm Strommenger die Leitung der weiteren Grabungskampagnen, die bis zur Überflutung durch den Assad-Stausee 1975 andauerten. Die Keramikfunde zeigten erstmals eine sumerische Kolonie in diesem Gebiet.
Von 1971 bis zu ihrem Ruhestand 1992 war sie wissenschaftliche Mitarbeiterin an der Altvorderasiatischen Abteilung am Museum für Vor- und Frühgeschichte in Berlin; während dieser Zeit erweiterte sie den Bestand durch Ankäufe und führte eine Reihe Ausstellungen durch. 1974 wurde sie an der Freien Universität Berlin für Vorderasiatische Altertumskunde habilitiert. Sie war von 1973 bis 1980 Vorsitzende der Deutschen Orient-Gesellschaft, von 1980 bis 1986 stellvertretende Vorsitzende, seit 1986 Ehrenmitglied der Gesellschaft und seit 1982 korrespondierendes Mitglied des Deutschen Archäologischen Instituts.
1977 übernahm Strommenger für eine Saison die Leitung der Grabung in Isin im Süden des Irak. In diese Zeit fielen auch die Sondierungen für ein größeres Projekt in der syrischen Dschazīra-Region, das mit dem noch unausgegrabenen Siedlungshügel von Tell Bi'a, dem antiken Tuttul gefunden wurde. Von 1980 bis zum vorläufigen Ende 1995 legte das Team der Deutschen Orient-Gesellschaft unter Leitung von Strommenger im Tell Bi'a unter römischen und byzantinischen Resten mehrere Paläste und eine ummauerte Stadt aus der Frühbronzezeit sowie der altbabylonischen Zeit frei. Die ausführlichen Grabungsberichte in mehreren Bänden sind (Stand 2022) noch nicht alle veröffentlicht.
Schwerpunkt ihrer Arbeit bildete die Sacharchäologie, die durch Untersuchung der ikonografischen Veränderungen zeitliche Einteilungen vornimmt. Im Teilbereich der Historischen Archäologie erfolgte die zeitliche Einordnung über datierte Inschriften. Das Inbeziehungsetzen von stilistischen Merkmalen der Fundobjekte zu historischen Texten bezeichnete Strommenger als archäologische Grundlagenforschung, wobei sie die Beschränkung auf das philologische Arbeiten unter ihren (jüngeren) Kollegen kritisch kommentiert hat.
Sie war mit dem Vorderasiatischen Archäologen Wolfram Nagel (1923–2019) verheiratet.

## Veröffentlichungen (Auswahl)
- Das Menschenbild in der altmesopotamischen Rundplastik von Mesilim bis Hammurapi. Baghdader Mitteilungen 1, Berlin 1960
- Fünf Jahrtausende Mesopotamien. Die Kunst von den Anfängen um 5000 v. Chr. bis zu Alexander dem Großen. Hirmer, München 1962.
- Ur. Hirmer, München 1964.
- (Red.): Sumer. Assur. Babylon. 7000 Jahre Kunst und Kultur an Euphrat und Tigris.  Neue Galerie – Sammlung Ludwig, Aachen, 1978 (Ausstellungskatalog).
- Habuba Kabira. Eine Stadt vor 5000 Jahren. Ausgrabungen der Deutschen Orient-Gesellschaft am Euphrat in Habuba Kabira – Syrien. Philipp von Zabern, Mainz 1980.
- Mari ist eine Reise wert. Vom Mittelmeer zum Euphrat vor 4000 Jahren. Philipp von Zabern, Main 1982.
- Sie bauten mit Lehm – Beispiele früher Lehmarchitektur in Vorderasien. Staatliche Museen, Preußischer Kulturbesitz, Berlin 1985.
- mit Wolfram Nagel: Kalakent. Früheisenzeitliche Grabfunde aus dem transkaukasischen Gebiet von Kirovabad/Jelisavetopol. (Berliner Beiträge zur Vor- und Frühgeschichte N.F. 4), Berlin 1985.
- mit Kay Kohlmeyer, H. Schmid: Wiedererstehendes Babylon. Eine antike Weltstadt im Blick der Forschung. Berlin 1991.
- mit Kay Kohlmeyer: Tall Bi'a / Tuttul–I. Die altorientalischen Bestattungen. Wissenschaftliche Veröffentlichungen der Deutschen Orient-Gesellschaft (WVDOG). Saarbrücker Druckerei und Verlag, Saarbrücken 1998.
- mit Kay Kohlmeyer: Tall Bi'a / Tuttul–III. Die Schichten des 3. Jahrtausends v. Chr. im Zentralhügel E. Saarbrücker Druckerei und Verlag, Saarbrücken 2000.
- mit Peter A. Miglus: Tall Bi'a / Tuttul–VIII. Stadtbefestigungen, Häuser und Tempel. Saarbrücker Druckerei und Verlag, Saarbrücken 2002.
- mit Wolfram Nagel, Christian Eder: Von Gudea bis Hammurapi. Grundzüge der Kunst und Geschichte in Altvorderasien. Böhlau Verlag, Köln 2005.
- mit Peter A. Miglus: Tall Bi'a / Tuttul–VII. Der Palast A. Harrassowitz, Wiesbaden 2007.
- mit Peter A. Miglus: Tall Bi'a / Tuttul–V. Altorientalische Kleinfunde. Harrassowitz, Wiesbaden 2010.
- mit Barthel Hrouda, Wolfram Nagel: Vorderasiatische Altertumskunde: Forschungsinhalte und Perspektiven seit 1945. Böhlau Verlag, Köln 2009.
- mit Wolfram Nagel, Christian Eder: Archaische Wagen in Vorderasien und Indien. Bauweise und Nutzung. Reimer Verlag, Berlin 2017. ISBN 978-3-496-01568-0